# Макреш (Старо Нагоричане)
Макреш (мкд. Макреш) је насеље у Северној Македонији, у северном делу државе. Макреш припада општини Старо Нагоричане.

## Географија
Макреш је смештен у северном делу Северне Македоније. Од најближег града, Куманова, село је удаљено 16 km источно.
Село Макреш се налази у историјској области Средорек, у долини реке Пчиње, на око 360 метара надморске висине.
Месна клима је континентална.

### Историја
Почетком 20. века село Макреш признавало је духовну власт Цариградске патријаршије и становништво се изјашњавало као српско. Године 1902. село је имало 26 српских кућа. У селу је 1906/1907. постојала српска школа.

## Становништво
Макреш је према последњем попису из 2002. године имао 40 становника.
Огромна већина становништва у насељу су етнички Македонци (100%).
Претежна вероисповест месног становништва је православље.

### Личности
Зафир Величковић.